# Катерина Кожокіна
Катерина Кожокіна (нар. 27 квітня 1983) — колишня російська тенісистка.
Найвищу одиночну позицію світового рейтингу — 246 місце досягла 19 березня 2001, парну — 170 місце — 8 липня 2002 року.
Здобула 4 одиночні та 6 парних титулів туру ITF.
Завершила кар'єру 2009 року.

## Фінали ITF

### Одиночний розряд (4–3)
| Легенда          |
| ---------------- |
| Турніри $100,000 |
| Турніри $75,000  |
| Турніри $50,000  |
| Турніри $25,000  |
| Турніри $10,000  |

| Фінали за покриттям |
| ------------------- |
| Тверде (1–1)        |
| Ґрунт (2–1)         |
| Трава (0–0)         |
| Килим (1–1)         |

| Результат | Дата            | Рівень | Турнір                        | Покриття   | Суперниця         | Рахунок          |
| --------- | --------------- | ------ | ----------------------------- | ---------- | ----------------- | ---------------- |
| Поразка   | 25 жовтня 1999  | 10,000 | ITF Мінськ, Білорусь          | Килим (i)  | Надія Островська  | 5–7, 1–6         |
| Перемога  | 27 березня 2000 | 10,000 | ITF Каламата, Греція          | Килим      | Альона Бондаренко | 7–5, 7–5         |
| Поразка   | 31 липня 2000   | 10,000 | ITF Рабат, Марокко            | Ґрунт      | Сандра Клеменшиц  | 5–7, 1–6         |
| Перемога  | 19 лютого 2001  | 10,000 | ITF Алгарве, Португалія       | Тверде     | Жулі Пуллен       | 6–4, 4–6, 6–3    |
| Поразка   | 5 березня 2001  | 25,000 | ITF Ортізеї, Італія           | Тверде (i) | Мая Матевжич      | 7–6(4), 3–6, 3–6 |
| Перемога  | 8 травня 2004   | 10,000 | ITF Единбург, Велика Британія | Ґрунт      | Елке Клейстерс    | 6–1, 6–4         |
| Перемога  | 3 травня 2005   | 10,000 | ITF Единбург, Велика Британія | Ґрунт      | Мелані Саут       | 6–4, 6–3         |

### Парний розряд (6–12)
| Легенда          |
| ---------------- |
| Турніри $100,000 |
| Турніри $75,000  |
| Турніри $50,000  |
| Турніри $25,000  |
| Турніри $10,000  |

| Фінали за покриттям |
| ------------------- |
| Тверде (1–3)        |
| Ґрунт (5–9)         |
| Трава (0–0)         |
| Килим (0–0)         |

| Результат | Дата              | Рівень | Турнір                                  | Покриття   | Партнерка           | Суперниці                                  | Рахунок       |
| --------- | ----------------- | ------ | --------------------------------------- | ---------- | ------------------- | ------------------------------------------ | ------------- |
| Поразка   | 13 березня 2000   | 10,000 | ITF Лісабон, Португалія                 | Ґрунт      | Марина Самойленко   | Ольга Виметалкова Габріела Хмелінова       | 1–6, 0–6      |
| Перемога  | 10 липня 2000     | 10,000 | Брюссельський столичний регіон, Бельгія | Ґрунт      | Кароліне Мас        | Каорі Аояма Куміко Їдзіма                  | 6–1, 6–4      |
| Поразка   | 31 липня 2000     | 10,000 | Рабат, Марокко                          | Ґрунт      | Б'янка Кампер       | Сандра Клеменшиц Даніела Клеменшиц         | 6–7(4), 0–6   |
| Поразка   | 7 серпня 2000     | 25,000 | Карфаген, Туніс                         | Ґрунт      | Б'янка Кампер       | Ванесса Менга Алісія Ортуньйо              | 2–6, 1–6      |
| Поразка   | 5 березня 2001    | 25,000 | Ортізеї, Італія                         | Тверде (i) | Келлі Лігган        | Анжеліка Бахманн Ева Дірберг               | 6–3, 4–6, 2–6 |
| Поразка   | 2 квітня 2002     | 25,000 | Коацакоалькос, Мексика                  | Тверде     | Анастасія Родіонова | Хорхеліна Краверо Мелісса Торрес Сандоваль | 4–6, 3–6      |
| Перемога  | 1 червня 2003     | 10,000 | Кампобассо, Італія                      | Ґрунт      | Ліенн Бейкер        | Ана Йованович Вишня Вулетич                | 6–1, 6–1      |
| Перемога  | 1 грудня 2003     | 10,000 | Каїр, Єгипет                            | Ґрунт      | Раїса Гуревич       | Хулія Гандія Габріела Веласко Андреу       | 2–6, 6–3, 6–1 |
| Поразка   | 15 грудня 2003    | 10,000 | Каїр, Єгипет                            | Ґрунт      | Раїса Гуревич       | Еден Марама Пола Марама                    | 3–6, 0–6      |
| Перемога  | 24 січня 2004     | 10,000 | Манама, Бахрейн                         | Тверде     | Раїса Гуревич       | Фредеріка Пієдаде Хрістіна Захаріду        | 6–4, 6–4      |
| Поразка   | 22 березня 2004   | 10,000 | Каїр, Єгипет                            | Ґрунт      | Раїса Гуревич       | Ева Мартінцова Гана Шромова                | 1–6, 0–6      |
| Перемога  | 30 березня 2004   | 10,000 | Каїр, Єгипет                            | Ґрунт      | Раїса Гуревич       | Олена Антипіна Людмила Нікоян              | 6–2, 6–0      |
| Поразка   | 27 квітня 2004    | 10,000 | Борнмут, Велика Британія                | Ґрунт      | Раїса Гуревич       | Джеслін Г'юїтт Ніколь Ренкен               | 1–6, 6–7(3)   |
| Поразка   | 4 травня 2004     | 10,000 | Единбург, Велика Британія               | Ґрунт      | Раїса Гуревич       | Анна Говкінс Ніколь Ренкен                 | 6–7(3), 2–6   |
| Поразка   | 13 вересня 2004   | 25,000 | Тбілісі, Джорджія                       | Ґрунт      | Марія Кондратьєва   | Дар'я Кустова Олена Весніна                | 2–6, 4–6      |
| Поразка   | 14 листопада 2004 | 25,000 | Барселона, Іспанія                      | Ґрунт      | Ніна Братчикова     | Лурдес Домінгес Ліно Лаура Поус Тіо        | 4–6, 6–7(4)   |
| Поразка   | 30 березня 2005   | 10,000 | Бат (Англія), Велика Британія           | Тверде (i) | Труді Мусгрейв      | Суріна Де Беер Мелані Саут                 | 2–6, 5–7      |
| Перемога  | 27 серпня 2005    | 25,000 | ITF Москва, Росія                       | Ґрунт      | Дар'я Кустова       | Надія Островська Євгенія Савранська        | 6–2, 6–4      |